# Vallyon Imre
Vallyon Imre (Budapest, 1940–) magyar származású, Új-Zélandon élő spirituális mester. Vallásoktól független egyetemes igazságokat, meditációs technikákat tanít.

## Élete, munkássága
1956-ban (16 évesen) egyedül hagyta el az országot és a Vöröskereszt közvetítésével Új-Zélandon kötött ki. Megtanult angolul és néhány év múlva elkezdett jógát tanítani. 1980 óta emberek ezreit tanítja szerte a világon és évente több elvonulást tart Új-Zélandon, Németországban, Hollandiában és Magyarországon.
1982-ben megalapította a Foundation for Higher Learning nemzetközi spirituális iskolát, ahol az emberek csoportban dolgozva gyakorolhatják a spirituális felemelkedést. Főként szanszkrit, latin, arab, héber (és magyar) nyelvű mantrákat és az elme lecsendesítését célzó meditációs technikákat tanít.
2007 óta Magyarországon is tart előadásokat, workshopokat, elvonulásokat.

## Kiadványok

### Könyvei
| Year | Title                                                    | ISBN            | Language    |
| ---- | -------------------------------------------------------- | --------------- | ----------- |
| 1990 | The Magical Mind                                         | 9780909038-11-3 | English     |
| 2005 | The Divine Plan                                          | 9780909038-53-3 | English     |
| 2005 | 'The Sedona Talks                                        | 9780909038-54-0 | English     |
| 2005 | Heart to Heart Talks                                     | 9780909038-55-7 | English     |
| 2007 | The Art of Meditation                                    | 9780909038-56-4 | English     |
| 2008 | Heavens and Hells of the Mind (Four volume boxed set)    | 9780909038-30-4 | English     |
| 2008 | Heavens and Hells of the Mind (Volume 1: Knowledge)      | 9780909038-31-1 | English     |
| 2008 | Heavens and Hells of the Mind (Volume 2: Tradition)      | 9780909038-32-8 | English     |
| 2008 | Heavens and Hells of the Mind (Volume 3: Transformation) | 9780909038-33-5 | English     |
| 2008 | Heavens and Hells of the Mind (Volume 4: Lexicon)        | 9780909038-34-2 | English     |
| 2009 | A Spirituális Harcos                                     | 9780909038-57-1 | Hungarian   |
| 2009 | Le Chemin du Guerrier Spirituel                          | 9780909038-58-8 | French      |
| 2010 | Les Conférences de Sedona                                | 9780909038-59-5 | French      |
| 2010 | l'Art de la Méditation                                   | 9780909038-60-1 | French      |
| 2010 | Planetary Transformation                                 | 9780909038-61-8 | English     |
| 2010 | Felkészülés az Új Korra                                  | 9780909038-62-5 | Hungarian   |
| 2011 | De Kunst van Meditatie                                   | 9780909038-63-2 | Netherlands |
| 2011 | The Warrior Code                                         | 9780909038-64-9 | English     |
| 2012 | The New Planetary Reality                                | 9780909038-65-6 | English     |
| 2012 | De Code van de Krijger                                   | 9780909038-66-3 | Netherlands |
| 2014 | The New Heaven & the New Earth                           | 9780909038687   | English     |

### eBooks
| Year | Title                                          | ISBN            | Language |
| ---- | ---------------------------------------------- | --------------- | -------- |
| 2012 | The Spiritual Path Vol 1: Why Meditate?        | 9780909038-91-5 | English  |
| 2012 | The Spiritual Path Vol 2: The Mystery of Death | 9780909038-92-2 | English  |
| 2012 | The Spiritual Path Vol 3: The Coming Avatara   | 9780909038-93-9 | English  |
| 2012 | The Spiritual Path Vol 4: Know Your Own Mind   | 9780909038-94-6 | English  |
| 2013 | The Spiritual Path Vol 5: The Beatitudes       | 9780909038-95-3 | English  |
| 2013 | The Spiritual Path Vol 6: Silence              | 9780909038-96-0 | English  |
| 2013 | The Spiritual Path Vol 7: Karma                | 9780909038-97-7 | English  |
| 2013 | The Spiritual Path Vol 8: Love and Wisdom      | 9780909038-98-4 | English  |
| 2013 | Planetary Transformation                       | 9780909038-90-8 | English  |
| 2013 | Peace of Mind                                  | 9780909038-89-2 | English  |
| 2013 | The New Planetary Reality                      | 9780909038-88-5 | English  |

### Zenei CD-k
| Year | Title                                                           | ISBN            |
| ---- | --------------------------------------------------------------- | --------------- |
| 2006 | Chants of Illumination 1: Sanskrit Mantras to the Light         | 9780909038-73-1 |
| 2007 | Chants of Illumination 2: Sanskrit Mantras to the Divine Mother | 9780909038-74-8 |
| 2010 | Chants of Illumination 3: Sanskrit Mantras to the Heart         | 9780909038-75-5 |

## Külső linkek
- Kozmikus Tudat
- The Foundation for Higher Learning
- Interjú Imrével